# 34666 보현산
34666 보현산(34666 Bohyunsan)은 한국 천문학자인 전영범과 이병철이 2000년 12월 4일, 보현산 천문대에서 발견한 소행성이다. 원일점은 3.6210518 천문단위이고, 근일점은 2.7456282 천문단위이다. 약 5.683 년 주기로 태양을 공전한다.